# Dar El Kebdani
Dar El Kebdani (en berbère : ⵜⴰⴷⴷⴰⵔⵜ ⵏ ⵉⵛⴱⴷⴰⵏⴻⵏ) est une commune rurale du Maroc située dans le Rif. Elle fait partie de la province de Driouch depuis 2009 et était auparavant rattachée à la province de Nador. Elle est située à 50 km de Nador/Melilla et à 80 km d'Al Hoceïma.

## Histoire
La fondation de ce village remonte à environ 1912. Dans les années nonante, de nombreux habitants des lotissements de ce village ont émigré en Europe, la majorité s’installant aux Pays-Bas et en Espagne.

## Geographie
Dar El Kebdani  est située dans la province de Driouch, dans le Rif, au nord du Maroc, et est limitée par :
- Au nord : la mer Méditerranée.
- Au sud : la commune d’Aït Mayet.
- À l’est : la commune d’Amjaou.
- À l’ouest : les communes de Tazghin et Aït Mayet.

La commune de Dar El Kebdani se compose de 13 circonscriptions électorales, et ses affaires sont gérées par un conseil composé de 13 membres, dont le président et trois vice-présidents.
Le climat de la commune de Dar El Kebdani est tempéré, avec une pluviométrie moyenne d’environ 240 mm par an. Les températures enregistrées varient entre 8 °C (minimum) et 35 °C (maximum).
Comme les autres communes formant la tribu des Aït Said, l’activité agricole y prédomine, avec un essor des secteurs du commerce et du bâtiment dans le centre de la commune, ainsi que la pêche maritime. On y enregistre également un grand nombre d’habitants travaillant à l’étranger.

## Demographie
La population de Dar El Kebdani est de 10 674 habitants selon le recensement de 2004, dont 2 990 établis dans le centre et une population rurale de 7 684 habitants.